# Seis días de Perth
Los Seis días de Perth era una carrera de ciclismo en pista, de la modalidad de seis días, que se disputaba en Perth (Australia). Su primera edición data de 1961 y se disputó hasta 1989, con tan solo cinco ediciones.

## Palmarés
| Año       | Ganadores                     | Segundos                           | Terceros                       |
| --------- | ----------------------------- | ---------------------------------- | ------------------------------ |
| 1961      | Peter Panton Claus Stiefler   | John Green John Young              | Bill Lawrie Barry Waddell      |
| 1962      | Ronald Murray Enzo Sacchi     | Warwick Dalton Jens Sørensen       | Ron Grenda Sydney Patterson    |
| 1963      | Ian Campbell Barry Waddell    | Giuseppe Ogna Laurie Tognolini     | Stan Baker John Young          |
| 1964      | John Young Sydney Patterson   | Leandro Faggin Ferdinando Terruzzi | Ron Baensch Jens Sørensen      |
| 1965-1988 | ediciones no realizadas       |                                    |                                |
| 1989      | Kim Eriksen Michael Marcussen | Colin Barnes Glenn Clarke          | Brett Dutton Clayton Stevenson |